# Escuelas Públicas de Cincinnati
Las Escuelas Públicas de Cincinnati (Cincinnati Public Schools) es un distrito escolar de Ohio. Tiene su sede en el Education Center en Corryville, Cincinnati. El consejo escolar tiene un presidente, un vicepresidente, y cinco miembros. El distrito, con una superficie de 90 millas cuadradas, sirve Cincinnati, Amberley Village, Cheviot y Golf Manor. El distrito sirve la mayor parte de la ciudad de Silverton y partes de las ciudades de Fairfax y Wyoming. El distrito también sirve partes de los municipios de Anderson, Columbia, Delhi, Green, Springfield, y Sycamore. En el año escolar de 2010-2011, el distrito tenía 33.748 estudiantes.